# Titan Acorazado

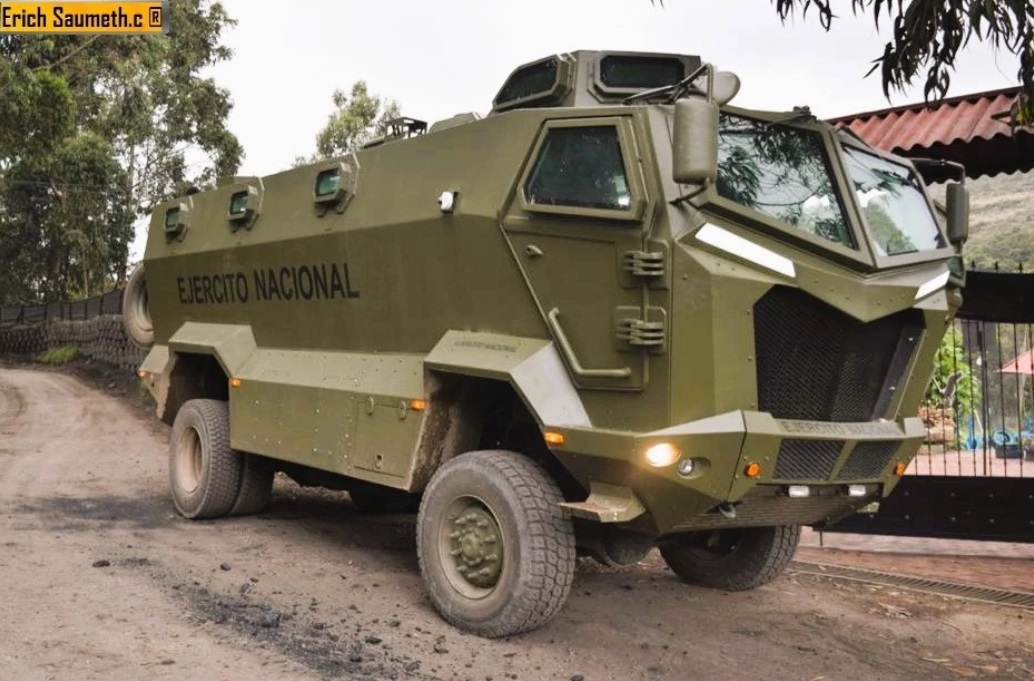
Titan C, Versión Actual

El Titan Acorazado es un proyecto de vehículos blindados de Colombia, utilizado para el transporte de tropas a los campos de operación del ejército. Siendo su versión más moderna el Titan C. 

## Historia
El proyecto Titan Acorazado nació de la necesidad de transportar tropas a los campos de operación de forma segura en reemplazo a los camiones comerciales Chevrolet NPR o similares que usaba el ejército desde hace muchos años.
El proyecto nace en el COATE, bajo la dirección del Coronel Giovanni Gómez Rodríguez dispone al Sargento Viceprimero Mario Cortés Velandia y al Sargento Segundo William Arias Delgado para que, junto a la empresa Blindex, iniciaran a finales del 2013 el desarrollo de este  vehículo. Tras varios estudios se decidió por el uso del chasis Chevrolet FVR, al cual se le realizarían modificaciones sustanciales que le permitirían ganar prestaciones en suspensión, rodamiento, transmisión y estabilidad entre otros, además de un interesante rediseño en su dirección que mejora su radio de giro, algo muy importante para aumentar su movilidad y maniobra en vías angostas.
Como producto de dicho trabajo nace el primer modelo, Titan A por Blindex, que estaría en uso por 7 años sin modificaciones publicadas (debido probablemente a un estancamiento de la inversión para continuar el proyecto). Se cree que se construyó al menos un vehículo de este tipo.
En 2021 se retomó el proyecto en una nueva versión: el Titan B, también producido por Blindex, el cual incluyó mejoras a partir de lo aprendido en sus años de servicio y modificaciones importantes en el chasis civil (entre ellas refuerzos para cargar hasta 25 Ton),  aunque la información no es clara por ser de diferentes entidades por los contratos publicado de diferentes entidades (Fondopaz, Fonsecon y ejército) se estima que se construyeron entre 3 y 7 vehículos.
Finalmente en 2021 se generó un proceso de licitación pública donde participaron 11 empresas para construir la última versión del Titan Acorazado, el Titan C. Finalmente las empresas Greit y Dynamic Trading Solutions ganaron la licitación en forma de la Unión Temporal 46, y su rediseño incluyó muchas mejoras de alto nivel (como una reducción de los ejes a 4.25m reduciendo el radio de giro a 7.5m, el rediseño general para mejorarlo contra amenazas de IED, entre otras), adquiriendo certificaciones del nivel de protección del vehículo ante amenazas balísticas y explosivas del nivel BR6 (dichas certificaciones deben satisfacer los estándares de aceptación internaciones para laboratorios como Beschussamt Ulm, HP White Laboratories, QinetiQ, o los laboratorios del Departamento de Defensa y del Departamento de Estado de los Estados Unidos) y logrando un producto mucho más capaz.

## Modelos
- Titan A
- Titan B
- Titan C